# 魔法阿媽
《魔法阿媽》是上映於1999年的臺灣動畫電影，該片由王小棣所執導、監製，漫畫家麥仁負責劇中造型設計與分鏡，史擷詠作曲配樂，文英等人配音。
本片製作預算高達新台幣4000萬元，仿效迪士尼製作方式以真人表演來進行配音後繪製動畫畫面，內容以祖孫互動與台灣民間信仰為主題，上映後在台灣社會取得迴響。

## 故事大綱
有一天，小男孩豆豆因為媽媽必須出國照顧在國外工作受傷的爸爸緣故，被留在位於基隆鄉下的阿媽家居住。豆豆一開始沒有辦法跟阿媽好好相處，並且阿媽都做著一些他無法理解的迷信行爲。
豆豆在好奇心之下，亂闖入阿媽曾告戒過不可進去、一間專門儲放被封印惡靈的儲藏室，意外放出了一條專做壞事的惡靈。為了不想再被阿媽抓住、好繼續留在世間作惡，惡靈伺機想利用豆豆，告訴了他可以「把阿媽賣掉」回到原來家裡的方法。
在惡靈的慫恿之下，豆豆一開始照著惡靈的主意，只要想辦法幫惡靈蒐集到阿媽的三滴眼淚，就可以把阿媽賣掉；但在經歷到各種奇妙事物後，豆豆對阿媽的情感慢慢產生了改變，也體會到這些普通人無法看見的存在與人們的交集影響。

## 登場人物
| 名稱     | 描述 | 配音                                                         | 配音   |
| 名稱     | 描述 | 台灣                                                         | 香港   |
| -------- | --- | ------------------------------------------------------------ | ------ |
| 豆豆     | 本作主角，一名尚年幼的雙薪家庭的小男孩。 他原先對要待在鄉間的阿媽家有所排斥，之後與各種形形色色的人物與靈魂接觸後性格有所成長。          | 莊博文                                                       | 張國權 |
| 阿嬤     | 豆豆的外婆，一名平時靠賣魚丸湯維生，性格強勢的老婦人，私底兼任道士。 她有著能看見靈魂的體質，並擅長各種超渡亡者、除魔等儀式。            | 文英                                                         | 羅蘭   |
| 爸爸     | 豆豆的爸爸，長年在海外工作。故事開始時因為在國外工作期間受傷暫時休養。                                                                   | 麥仁                                                         |        |
| 媽媽     | 豆豆的媽媽，為了照顧受傷的丈夫將豆豆暫時放在老家照顧。                                                                                   | 溫莉荃                                                       |        |
| 酷羅     | 名字源自「黑」（クロ,kuro）日語的讀音。 由阿媽所飼養的一頭小黑貓，後被惡靈附身在身上變為傀儡。後來因為豆豆等人的行動恢復正常。           | 許傑輝                                                       |        |
| 西羅     | 名字源自「白」（シロ,shiro）日語的讀音。 由阿媽所飼養的一頭大白狗，常與酷羅一同行動。阿媽曾在靈魂出竅期間與牠互換身體。                  | -                                                            | -      |
| 阿民     | 豆豆在阿媽家生活期間認識的朋友，能看見一隻獨自待在海灘的鯨魚（虎鯨）靈魂。                                                               | 簡大智                                                       |        |
| 小扁     | 一條因為生前被輪胎壓過，外貌為扁平狀的小蛇靈魂。被豆豆趁著中元節普渡期間餵食供品得以超渡，但在劇尾再度轉生成蛇後，被豆豆的母親駕車輾扁。 | 莊健昱                                                       |        |
| APPLE    | 一位抱著娃娃，因害怕面對牛頭馬面而不敢投胎的小女孩靈魂。惡靈被消滅後，因為見及特地化成矮小模樣的牛頭馬面，消弭恐懼心態後與其他靈魂投胎。 | 莊岱文                                                       |        |
| 牛頭馬面 | 接引亡者至陰間的使者，平時散發威嚴的姿態。惡靈被消滅後，知曉APPLE害怕牛頭馬面的事，以矮小模樣現身接引APPLE和其他靈魂投胎。               | 李小平(大馬面)、羅北安(大牛頭)、孟霆(小馬面)、黃仕翔(小牛頭) |        |

## 製作

### 製作團隊
- 導演、監製：王小棣[4]
- 出品人：黃黎明
- 監製：王小棣
- 製片人：黃黎明、李春滿[5]
- 動畫導演：麥仁、朴俊男
- 製作顧問：莊正彬[6]
- 美術指導：李鴻祥
- 音樂：史擷詠
- 副導演：安哲毅
- 編劇：黃黎明
- 助理製片：安哲毅
- 前期製片：王耿瑜
- 故事版、場景設計：麥仁杰
- 背景：亨利李工作室
- 構圖：郭錦洲、陳偉杰、王登鈺、麥仁杰、陳慶昇、陳弘耀、KIKI工作室
- 行政經理：金芝炳
- 助理行政經理：韓長虎、金真善
- 行政協調：金旼慶
- 行銷：鄭連觀、金妍旼
- 特效：鄭連觀、李京容
- 背景指導：安啓政
- 背景：金倍根、卜容秀、李芝愛
- 總檢：趙成東、催道熙
- 攝影指導：趙福東、蔡正泰
- 攝影：安啓悅、卜在禹、安鍾承、卜亭林、李河燕
- 剪接：雷震卿
- 海外協調：慎允廷
- 翻譯：車㶼銀、卜宣珉
- 錄音：杜篤之
- 片頭字卡設計：楊秀敏
- 海報設計：李明遠
- 聲音製作：偉憶工作室
- 前置混音：區志恩
- 總混音：陳國偉、 區志恩
- 錄音助理：陳郁倫
- 效果：陳郁倫、黃年永、吳曉婷
- 中文字幕：溫郁芳
- 字幕製作：凃茂松
- 動畫製作：Plus One Animation[7]
- 出品：稻田電影工作室有限公司

### 過程
於1996年夏季某日，此部影片編劇黃黎明（演員黃仲崑胞姊）在辦公時接到她母親（鄭彩霞，2023年病逝）打來的電話，電話內容是她母親抱怨在照顧孫子時遇到的麻煩狀況。接完電話後，黃黎明腦海裡浮現了一個故事靈感，劇情是「孫子不肯接受阿媽，而想把阿媽賣掉。」的內容。其中考慮到「要把阿媽賣掉」的橋段以現實影劇的手法不好表現，讓黃黎明想將此劇本以動畫片形式呈現出。
在黃黎明向王小棣介紹完她所想出的新劇本《阿媽倘賣沒》並決定進行拍攝後，向行政院新聞局申請了輔助金案件，並得依據案件條件需在一年內將作品給提交出。
起初王小棣想起她過去指導的學生石昌杰是擅長拍攝人偶動畫的創作者，在與石昌杰會面討論後，一度想與對方合作並將《魔法阿媽》以人偶動畫方式拍攝。之後因考量到經費以及拍攝時間會無法趕上所申請輔助金需要在一年內交案的條件等因素，讓王小棣改選擇用傳統的手繪動畫方式製作。
後續王小棣透過學生王耿瑜的介紹下，讓發表過《零代傳說》、《天才超人頑皮鬼》等作品的漫畫家麥仁進入製作團隊，讓他負責了劇中角色造型與場景的設計。，麥因認為原本的故事概念不夠完整，於是對劇本進行了大幅度修改，要求王小棣允許他自行製作，不受太多干預。在配樂以及插入曲的部份則找來史擷詠擔任創作，並請女歌手許景淳為插入曲《會飛的寶貝》演唱。
影片完成後，於1998年9月20日在台北電影節上作為閉幕影片首映。因為電影節期間獲得台北電影獎本土商業類最佳影片，10月5日又在台北中山堂加場放映。

### 畫面
由於時間緊迫，劇組決定先進行配音工作，而不等待動畫完成。這部分的工作主要由王小棣主導。在動畫製作方面，最初在人力不足的情形下，只由麥仁杰獨自承擔繪製，並在自家進行繪製工作。執行製作安哲毅負責定期前往麥仁杰家樓下收取繪製好的作品。然而麥因專注於製作，每當安哲毅按門鈴時，經常會假裝沒聽到門鈴聲，繼續進行手邊的工作。到了製作後期，通過迪士尼動畫室測試的郭景洲、王登鈺和陳偉松在得知《魔法阿媽》的製作消息後則加入團隊，協助進行動畫製作，因而解決人力不足的問題。
因製作此影片的稻田電影工作室並非動畫公司，便有前往中國大陸以及韓國找尋可接洽的動畫工作室，最後品質方面考量下選擇了韓國的Plus One Animation。當時雖然有預算不足以支付對方費用的情況，但因為Plus One Animation的負責人李春滿肯定此影片劇本內容，便願意改透過用購買版權方式來解決王小棣一行人的預算問題，來承包此影片的動畫生產。

### 配音
因考慮到講話嘴型與面部表情之間的配合，《魔法阿媽》是在作畫之前先進行配音流程，再讓畫面配合錄製好的聲音段落來繪製。
劇中阿媽的配音由資深藝人文英擔任，與她長期合作的許傑輝則擔任被邪靈附身時的黑貓酷羅，她們當時是在動畫畫面尚未繪製的情況下，靠著王小棣在旁指導來想像出劇中情節畫面來配音。另麥仁杰也在劇中客串豆豆的爸爸一角。
為了要讓角色小男孩豆豆的聲音聽起來自然不做作，王小棣想以實際的兒童來配音，並請從事教導兒童表演的友人協助挑選，之後找來合適人選是當時唸小學六年級的莊博文。在莊博文做配音測試時，他五歲的弟弟莊建昱剛好有在一旁陪伴，當時莊建昱的聲音讓負責錄音的杜篤之引起了興趣，讓他一度曾向王小棣提議改讓莊建昱作為人選。最後結果是豆豆的配音仍由莊博文擔任，而莊建昱被挑選來演出劇中被壓扁的小蛇小扁。

## 發行

### 票房
當年在臺灣正式上映時，僅在臺北華納威秀一家戲院上映，最後累積的票房成績是335萬臺幣。2021年重映票房為358萬元。

### 評價
| 媒體           | 累積平均得分 |
| -------------- | ------------ |
| 開眼電影網     | 8.4 / 10     |
| 網路電影資料庫 | 7.1 / 10     |

影評人聞天祥表示此作品雖然在畫面精細度與節奏上有待加強，但欣賞著劇情中豆豆逐漸認同阿媽的過程，認為此段情節下了相當的用心程度來處理，並肯定文英替影片配音所帶來的加分效果。
美國的週刊《綜藝》認為作品有著活潑的氣氛，並有將古老習俗轉換成能讓年輕世代容易理解的優點。

## 參展紀錄
| 年份   | 活動 |
| ------ | --- |
| 1998年 | 台北電影節 加拿大溫哥華影展 |
| 1999年 | 亞太影展 香港電影節 新加坡影展 曼谷國際電影節 日本福岡亞洲電影節 美國紐約國際電影節 美國費城國際電影節 美國舊金山國際電影節 美國西雅圖國際電影節 美國芝加哥兒童國際電影節 |
| 2000年 | 以色列國際電影節 |
| 2002年 | 義大利烏笛內遠東國際影展 中國淄博國際兒童影展 |
| 2003年 | 捷克茲林影展 英國艾斯特影展 |
| 2004年 | 蒙古台灣影展 |
| 2011年 | 法國香貝里漫畫節 KIAF關渡國際動畫節 |
| 2017年 | 台北電影節夏日祭 |
| 2018年 | 台南光芒影展 |
| 2020年 | 台中國際動畫影展 |

## 獎項入圍與爭議
影片曾入圍第35屆金馬獎最佳動畫片作品名單，但之後被批評內容有宣揚迷信與牽涉怪力亂神等因素而未獲獎。後續在《電影檔案：第35屆金馬影展得獎影片》一書上，有透露出當時評審動畫師黃木村認為此片沒有使用電腦特效而有手法過於古老粗糙的問題；另幾名評審劉立行、貢敏、王清華等人批評內容有鼓吹迷信情況，並將此與宗教人士宋七力過去引發過的爭議事件相提並論，之後遊說其他評審跟進而讓作品在金馬獎落選。
| 年份   | 活動                     | 獎項           | 結果 |
| ------ | ------------------------ | -------------- | ---- |
| 1998年 | 台北電影節               | 年度最佳影片   | 獲獎 |
| 1998年 | 第35屆金馬獎             | 最佳動畫片     | 提名 |
| 1999年 | 美國芝加哥兒童國際電影節 | 動畫影片佳作獎 | 獲獎 |

## 後續

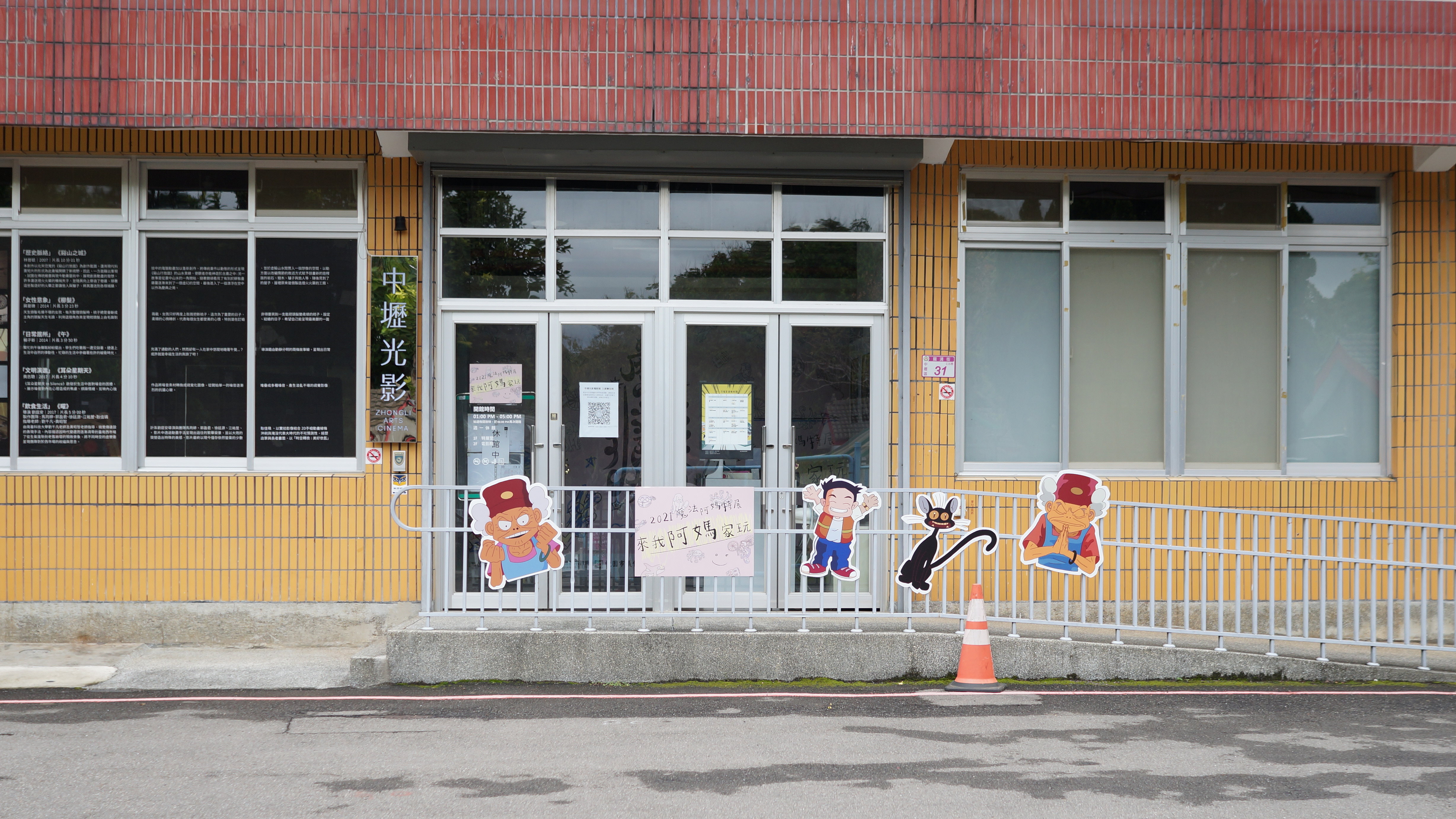
中壢光影電影館舉辦《魔法阿媽》特展

影片重製方面，稻田電影在2020年12月期間發起群眾募資，計畫將募來費用製作《魔法阿媽》數位修復藍光光碟版本。2021年10月6日，稻田電影首度公開《魔法阿媽》數位修復過程片段。
2021年11月，馬祖新村中壢光影電影館舉辦《魔法阿媽》特展。

### 續集
對於《魔法阿媽》是否有續集一事，王小棣表示，她曾想出以豆豆回去阿媽的鄉下度假時，發現鄉下的環境遭到破壞，內容偏向探討環境問題的劇情；但因為有眾多需克服的因素，只停留在構想階段。2020年文化內容策進院與貝殼放大公司合作，透過群眾募資來給影片創作者發揮的機會，而《魔法阿媽》續集是其中一項洽談內容。
2024年7月31日，電影續集《魔法阿媽2：魔法小豆苗》宣布推出集資計畫。電影製作團隊方面則由原本的導演王小棣編劇及執導，王登鈺擔任製片，曾負責《勇者動畫系列》動畫製作的羊王創映、大貓工作室將製作電影動畫。

## 備註
1. ↑  片頭將「魔」的注音符號刻意標示為「ㄇㄨㄛˊ」，而非原有的「ㄇㄛˊ」。
2. ↑  「阿媽」是台語，意思為外婆或奶奶。
3. ↑  對方是黃黎明弟弟黃仲崑的兒子，為現今演藝界男演員黃遠。
4. ↑  現今的信義威秀。
5. ↑  為2020年12月底前累積結果。

## 外部連結
- 魔法阿媽官方網站 （页面存档备份，存于）
- 互联网电影数据库（IMDb）上《魔法阿媽》的资料（英文）
- 爛番茄上《魔法阿媽》的資料（英文）
- AllMovie上《魔法阿媽》的资料（英文）
- 開眼電影網上《魔法阿媽》的資料（繁體中文）
- Yahoo奇摩電影上《魔法阿媽》的資料（繁體中文）
- 豆瓣电影上《魔法阿媽》的資料 （简体中文）
- 时光网上《魔法阿媽》的資料（简体中文）